# Japanse wilde appel
De Japanse wilde appel (Malus floribunda) is een boom die in het voorjaar een kleurrijke bloesem heeft en in de herfst appeltjes draagt. De appeltjes kunnen afhankelijk van het ras in grootte variëren van vrij groot tot zeer klein. De kleur van een sierappeltje kan geel, geel geblost of rood zijn. Ook worden sierappeltjes in bloemstukjes verwerkt, vooral in kerststukjes.

## Cultivars
- Red Sentinel (Malus ×robusta) is een rode sierappel, waarvan de boom tot 5 meter hoog wordt en die onvatbaar is voor schurft (Venturia inaequalis), weinig vatbaar voor meeldauw (Podosphaera leucotricha) en zeer weinig vatbaar voor bacterievuur (Erwinia amylovora).
- Golden Hornet is een gele sierappel, die ook goed geschikt is voor de bestuiving van handappels. De cultivar is ontstaan uit de kruising Malus x zumi 'Galocarpa' en in Engeland voor het eerst in de handel gekomen in 1949. De kleine bloemen zijn witroze. Golden Hornet is onvatbaar voor schurft, meeldauw en bacterievuur.

|  |  |  |
|  |  |  |